# 岡本秋暉

「牡丹孔雀図」絹本着色 安政3年（1856年） 静嘉堂文庫美術館

岡本 秋暉（おかもと しゅうき、文化4年〈1807年〉 - 文久2年9月24日〈1862年11月15日〉）は、日本の江戸時代後期から末期に活躍した絵師。通称は祐之丞。名は隆仙。字（あざな）は柏樹。秋暉は画号で、別号に秋翁。主に花鳥画、特に孔雀を得意とし、「若冲の鶏」「光起の鶉」「狙仙の猿」などと並んで、「秋暉の孔雀」と評される。谷文晁、渡辺崋山、椿椿山ら江戸南画の大家が没した幕末期の江戸で、山本琴谷、福田半香、鈴木鵞湖と共に四大家と呼ばれた。

## 略歴
江戸芝に彫金家・石黒政美（まさよし）の次男として生まれる。政美は幕臣の出だが家を継がず、画を狩野派に学び、彫金は石黒政常について師より一字襲名し、門弟は十数名いたという（『岡本碧巌事績』）。母の実家で、町医者だった岡本家に男子がなかったため養子に入る。初め奥平藩のお抱え絵師で、南蘋派に属する大西圭斎に弟子入りする。圭斎が没した翌文政13年（1830年）24歳の時、100石取りの奥平藩士・中里彌右衛門の娘文子と結婚し、同年『慊堂日暦』の記事から此頃までに小田原藩主大久保氏に仕えたことがわかる。秋暉の弟子の述懐では、奥平候が圭斎を通じて小田原藩の大久保候に秋暉を推薦したという。
文政12年（1829年）圭斎が死ぬと渡辺崋山に学んだと言われ、「崋山十哲」に数えられる。確かに、束脩を携えて絵の品評を請い、酒を酌み交わしながら画論を交わたという記述が崋山の日記『全額堂日記』にあるが、門人ではないようだ（『椿山尺牘』其四五）。崋山が蛮社の獄で捕らえられ国元に護送されるのを聞きつけた秋暉は、直ちに一包の浅草海苔を懐に入れて、昼夜兼行追いかけ、追いついたものの面会は許されなかった。秋暉は声上げて泣きなおも篭を追いかけるうちに、それが高名な絵師・秋暉であるとわかり、特別に対面を許された。崋山は「自分は捕らえられたが、もとより死は覚悟している。これからは先は同門の者たち同士研鑽して良い絵を描き、自分の墓前にかけて欲しい。それが何よりの供養である」といい、形見として自分の涙を拭った白紙を与えた。秋暉は持参した浅草海苔を渡して、崋山の涙痕が点々とした白紙を懐にし、自分も涙を拭いつつ幕吏に厚く礼をして去ったという。
他にも椿椿山、福田半香、菊田伊洲、佐竹永海、松浦武四郎、臼杵藩士國枝外右馬らと交流があった。特に幕府儒者・林靏梁とは親しかったらしく、『林靏梁日記』に秋暉はしばしば登場する。靏梁は秋暉の絵の注文を取り次ぎ、時に売り込みもし、天保14年（1843年）6月11日条では秋暉は靏梁の紹介で、松代藩主真田幸貫を訪ねている。安政5年（1858年）の『順席帳』（小田原市立図書館蔵）によると、切米7石3人扶持で広間番の職についており、本来の役職を勤めながら絵画制作に取り組んだと見られる。100石取り藩士の女子の婿としては微禄過ぎるが、これは40歳近くなるまで贅沢な暮らしをしていた秋暉が、絵に専念すべく心機一転して俗世の絆を断って貧乏生活したためだという証言がある。
文久2年（1862年）死去。戒名は浄楽院一串秋暉居士。墓は大久保家の菩提寺である教学院。弟子に来日間もない頃のフェノロサと交流し、師と同じく孔雀を得意とした娘婿の尾口雲錦や、荒木寛畝、中村晩山、羽田子雲がいる。
画風は初期は長崎派の影響が強い。その後中国明代絵画、狩野派、円山・四条派などの古画を学習し、写生に基づく鳥獣描写の工夫や華麗な画面構成の追求により、装飾的でありながら格調高く重厚な作風を確立した。作品は東京国立博物館、出光美術館、静嘉堂文庫美術館、山種美術館、松岡美術館、ボストン美術館等に所蔵されているが、特に摘水軒記念文化振興財団に多くの佳品がある。

## 代表作
| 作品名           | 技法     | 形状・員数     | 寸法（縦x横cm）                    | 所有者                     | 年代                 | 落款・落款             | 備考 |
| ---------------- | -------- | -------------- | ---------------------------------- | -------------------------- | -------------------- | ---------------------- | --- |
| 孔雀図           |          |                |                                    | 摘水軒記念文化振興財団     | 1831年（天保2年）    | 「龍仙字柏樹」朱文方印 | 現在知られる最も早期の作品 |
| 春秋花鳥図屏風   | 紙本着色 | 六曲一双       | 143.0x309.0（各）                  | 摘水軒記念文化振興財団     | 早い時期の作         | 「龍仙字柏樹」朱文方印 | |
| 雲龍図           |          |                |                                    | 教学院                     | 1840年（天保11年）   |                        | |
| 花鳥図           |          | 6図            |                                    | 最乗寺                     | 1840年（天保11年）   |                        | |
| 二宮尊徳坐像     | 絹本着色 | 1幅            |                                    | 報徳二宮神社               | 1842年（天保13年）夏 |                        | 神奈川県指定重要文化財 、尊徳56歳の時、友人釼持広吉の依頼により、秋暉が対談中の尊徳を障子の隙間からひそかに観察して肖像画を描いたと言われる。画稿も残っており、初めは穏やかな容貌で描いているが、次第に威厳を加えていき、完成作では殆ど別人のようになっていく様が見て取れる。 |
| 白鷺図           | 絹本著色 | 1幅            | 130.7x68.5                         | ボストン美術館             | 1847年（弘化4年）    |                        | |
| 花鳥図押絵貼屏風 | 紙本著色 | 二曲一隻       | 右扇：109.0x49.6・左扇：108.9x49.6 | ボストン美術館             | 1861年（文久元年）   |                        | |
| 四季花鳥図屏風   | 紙本着色 | 六曲一隻       |                                    | 摘水軒記念文化振興財団     |                      |                        | |
| 四季花鳥図屏風   | 紙本着色 | 六曲一双押絵貼 | 132.0x52.0（各）                   | 東京国立博物館             |                      |                        | |
| 花鳥図屏風       | 紙本着色 | 六曲一隻       |                                    | 東京国立博物館             |                      |                        | |
| 花鳥図屏風       | 紙本著色 | 六曲一隻       | 111.8x251.6                        | 神奈川県立歴史博物館       |                      |                        | |
| 小田原城内板絵   | 杉戸著色 | 8面            | 142.2x70.0                         | 小田原城天守閣             |                      |                        | 小田原市指定重要文化財。画題は「岩に孔雀図」「桑の木に鳥図」「鯉に松藤図」「梅花図」が2面ずつ描かれている。 |
| 孔雀図屏風       | 紙本著色 | 六曲一隻       | 175.3x355.4                        | 個人（静岡県立美術館寄託） |                      |                        | |